# رون بون
رون بون (بالإنجليزية: Ron Boone)‏ مواليد 6 سبتمبر 1946 في أوكلاهوما سيتي، هو لاعب كرة سلة أمريكي معتزل. بدأ مسيرته الاحترافية في سنة 1968. تم اختياره من قبل فريق فينيكس صنز خلال الدرافت. يبلغ طوله 6 قدم 2 بوصة (1.9 م). اعتزل اللعب في 1981. أحرز خلال مسيرته في الإن بي إيه 17437 نقطة بمعدل 16.8 نقطة في المباراة الواحدة.

## المسيرة الاحترافية
لعب مع سكرامنتو كينغز من سنة 1976 إلى 1978، ثم لعب مع لوس أنجلوس ليكرز من سنة 1978 إلى 1980، ثم لعب مع يوتا جاز من سنة 1979 إلى 1981.

## روابط خارجية
- رون بون على موقع إن بي أي (الإنجليزية)
- رون بون على موقع سبورتس رفرنس (الإنجليزية)
- رون بون على موقع كلية كرة السلة في سبورتس رفرنس.كوم (الإنجليزية)
- رون بون على موقع ريلجم (الإنجليزية)
- رون بون على موقع بروبوليرز (الإنجليزية)